# Cosmisoma pulcherrimum
Cosmisoma pulcherrimum là một loài bọ cánh cứng trong họ Cerambycidae.